# Культесь
Культе́сь  (тат. Күлтәс) — село в Арском районе Татарстана Российской Федерации. Входит в состав Урнякского сельского поселения.

## География
Расположено на правом притоке реки Казанка, в 21 км к северо-востоку от города Арска.

## История
Известно с 1617 года как Пустошь Березняк.
В XVIII — первой половине XIX века жители относились к сословию государственных крестьян. Основные занятия жителей в этот период — земледелие и скотоводство, были распространены пчеловодство, извоз.
В 1840-х годах жители села участвовали в «Картофельных бунтах».
В «Списке населённых мест Российской империи», изданном в 1866 году по сведениям 1859 года, населённый пункт упомянут как казённая деревня Пшалым по речке Культесь Казанского уезда Казанской губернии (2-го стана). Располагалась по левую сторону Сибирского почтового тракта, при речке Культеевке, в 88 верстах от уездного и губернского города Казань и в 20 верстах от становой квартиры, города Арска. В деревне, в 24 дворах проживали 197 человек (101 мужчина и 96 женщин), была мечеть.
В начале XX века в селе действовали мечеть, 2 мелочные лавки. В этот период земельный надел сельской общины составлял 714,1 десятин.
До 1920 года село входило в Кармышскую волость Казанского уезда Казанской губернии. С 1920 года в составе Арского кантона ТАССР. С 10 августа 1930 года в Арском районе.
С 1929 года в селе действовали колхозы, с 1995 — подсобное хозяйство Урнякского агротехнического лицея №77. 
До 2012 года работала начальная школа.

## Население
| 1782 | 1859 | 1897 | 1908 | 1920 | 1926 | 1938 | 1949 | 1958 | 1970 | 1979 | 1989 | 2002 | 2010 | 2015 |
| ---- | ---- | ---- | ---- | ---- | ---- | ---- | ---- | ---- | ---- | ---- | ---- | ---- | ---- | ---- |
| 42   | 197  | 356  | 431  | 505  | 622  | 744  | 600  | 573  | 461  | 350  | 251  | 178  | 161  | 159  |

Национальный состав села — татары.

## Экономика
Сельское хозяйство со специализацией на полеводстве, молочном скотоводстве.

## Инфраструктура
В селе действуют клуб, библиотека.

## Религия
Мечеть (с 2004 г.). 